# Zbrodnia w Orzeszynie
Zbrodnia w Orzeszynie – zbrodnia dokonana w niedzielę 11 lipca 1943 przez oddział Ukraińskiej Powstańczej Armii na ludności narodowości polskiej. Miejscem zbrodni była kolonia Orzeszyn położona w gminie Poryck, powiat włodzimierski województwa wołyńskiego.
Wskutek tej akcji na ogólną liczbę 340 mieszkańców zginęło według różnych źródeł od 270 do (co najmniej) 306 Polaków.
W dniu zbrodni rano kolonia została otoczona przez upowców. Napastnicy zabrali do lasu 15 polskich mężczyzn i podjęli próbę ich rozstrzelania, jednak Polacy ratowali się ucieczką. Zginęła tylko jedna osoba.
Około godziny 11, po usłyszeniu strzałów w pobliskim Porycku upowcy przystąpili do eksterminacji pozostałych Polaków. Ludność kolonii spędzono do środka osady tłumacząc, że ma rozpocząć się bój z Niemcami i w centrum kolonii będzie bezpieczniej. Następnie ofiary podzielono na dwie grupy i rozstrzelano. Rannych dobijano bagnetami. Zwłoki ofiar wrzucono do sowieckich okopów z lat 1940–1941.
Domy Polaków zostały obrabowane i w późniejszym czasie spalone.
Od 2019 r. Instytut Pamięci Narodowej  wnioskuje do strony ukraińskiej o wydanie zgody na przeprowadzenie prac poszukiwawczych pozwalających ustalić miejsce pochówku zamordowanych Polaków.

## Upamiętnienie
W 1996 roku Stowarzyszenie Upamiętniania Polaków Pomordowanych na Wołyniu postawiło w Orzeszynie 2 metalowe krzyże o wysokości 5-10 metrów.